# Jordi Pérez Colomé
Jordi Pérez Colomé (Barcelona, 1976) és un periodista i escriptor català. Treballa a El País, dirigeix El Ciervo, col·labora amb eldiario.es i Jot Down i escriu el blog Obamaworld. Va treballar a El Español des de la seva fundació i fins al juny de 2016. Coneix bé la política i els conflictes del Pròxim Orient, que ha visitat en diverses ocasions. El 2016 havia escrit sis llibres que tracten principalment de la política dels Estats Units.